# Quia quorundam
Mit der päpstlichen Bulle Quia quorundam vom 10. November 1324 antwortete Papst Johannes XXII. auf die Vorwürfe des römisch-deutschen Königs Ludwig des Bayern und bezichtigte ihn seinerseits als Ketzer.

## Armutsstreit
Ludwig der Bayer hatte sich im Armutsstreit auf die Seite der Franziskaner gestellt und deren Armutsideal verteidigt. Mit dieser Bulle greift der Papst nochmals die Auseinandersetzung auf und empfiehlt den Gegnern seiner Theorie, sich durch die Universitäten unterrichten zu lassen.

## Vorherige Dokumente
Eingangs verwies Johannes XXII. auf seine Schreiben Ad conditorem canonum (8. Dezember 1322) und Cum inter nonnullos (12. November 1323) hin, beide Dokumente seien nach ausführlichen Beratungen mit den Kardinälen, den Erzbischöfen und Bischöfen, den Prälaten der Kirche, mit Gelehrten der Theologie und Professoren der Rechtswissenschaften erarbeitet worden. Nun gäbe es aber gewisse Kreise, die daran interessiert seien, die Wahrheiten zu verfälschen.

## Gehorsam
Der Papst wehrte sich gegen die Anschuldigung, Aussagen seiner Vorgänger nicht zu respektieren; er sei der Meinung, dass es im rechten Sinne des Evangeliums sei, die Wahrheit neu zu untersuchen und an den Ergebnissen auszurichten. Johannes XXII. plädierte zwar für das Recht der theologischen Wissenschaft, setzt darüber aber das Primat und die Autorität des Papstes. Die Entscheidungsmacht, so führte er aus, läge in der „Schlüsselgewalt“ des Papstes und nicht in der Hand der Priester. Er knüpfte an die Einsetzung des Stellvertreteramtes durch Christus an Simon Petrus an und forderte von den Geistlichen den Gehorsam.

## Eigentum und Besitz
Der Papst zitiert des Weiteren die Ordensregeln und kommt zu dem Resultat, dass in den Ordensregeln der Franziskaner, welche von seinen Vorgängern Honorius III. (1216–1227), Gregor IX. (1227–1241), Innozenz IV. (1243–1254), Alexander IV. (1254–1261) und Nikolaus IV. (1288–1292) erarbeitet und genehmigt worden seien, folgender Satz stehe: „Diese Regeln entsprechen dem Evangelium … Die Brüder sollen im Gehorsam, ohne Eigentum und in Keuschheit leben“.
Das führte bei Johannes XXII. zu dem Ergebnis, dass man daraus nicht schließen könne „Christus und die Apostel hätten nichts besessen“. In den weiteren Ausführungen geht der Papst auch auf Einzelheiten der Regelbestimmungen ein, die von seinen bereits erwähnten Vorgängern genehmigt worden waren. Schließlich kommt er aber immer wieder auf seine These zurück, dass es unwahr sei, zu behaupten, Christus und die Apostel wären ohne Besitz gewesen, und deshalb dürften auch die Franziskaner nach den Regeln der evangelischen Armut kein Eigentum haben.

## Gegen die Rädelsführer
Johannes XXII. zitierte mit dieser erneuten Bulle die Ordensoberen Michael von Cesena, Wilhelm von Ockham und Bonagratia von Bergamo zu sich nach Avignon, um mit ihnen zu Gericht zu gehen. Diese entzogen sich allerdings diesem Gericht und flüchteten zu König Ludwig, der sich in Pisa aufhielt. Die Mehrheit der Franziskaner folgten den Anweisungen des Papstes, während sich die Spiritualen einige Jahre später in verschiedene Gruppen aufsplitterten.